# Городской каток Ландсхута
Фанатек Арена (нем. Städtische Eissporthalle Landshut, предыдущее название нем. Eisstadion am Gutenbergweg) — спортивная арена, расположенная в нижне баварском Ландсхуте (Германия). Домашняя арена хоккейного клуба ХК Ландсхут, играющего в DEL-2.

## История
Хоккей в Ландсхуте начал развиваться в 30-годы 20-го века, но до 1957 года в городе не было катка с искусственным льдом. Лишь с переходом хоккейной команды из Ландсхута в высшую лигу немецкого хоккея, возникла необходимость в проведении календарных игр и тренировок, вне зависимости от погоды. В 1957 году началось строительство крытого катка Айсштадион-ам-Гутенбергвег недалеко от реки Изар. Большая часть работ была завершена в том же году, но только в 1967 году над ареной построили крышу. На некоторых играх собиралось до 10000 человек. Со временем клубу стало тяжело содержать спортивное сооружение и в 1981 году его приобрёл муниципалитет города Ландсхут.
В январе 2019 года было принято решение отремонтировать ледовый каток Ландсхута к 2022 году примерно за 20 миллионов евро. Проект реконструкции арены был предоставлен архитекторами Стефаном Фейгелем и Уве Шленкером. Прежде всего была заменена конструкция крыши, затем обновлена холодильная техника с энергоэффективным охлаждением и утилизацией отработанного тепла, уменьшена ледяная поверхность и заменена система вентиляции. Кроме того, восточная трибуна была снесена и отстроена заново. В рамках реконструкции вместимость увеличилась с 4 139 до 4448 зрительских мест (в том числе 1909 мест). В конечном итоге на полную реконструкцию стадиона к октябрю 2021 года было потрачено 22,5 миллиона евро. В октябре 2021 года права на название стадиона были проданы на два года компании Landshuter Endor AG, которая со своим брендом Fanatec дала название стадиону Fanatec Arena.
Соглашение будет действовать с 1 октября в течение двух лет до конца сентября 2023 года и включает возможность дальнейшего продления.
Fanatec - это торговая марка компании Landshuter Endor AG, которая заручилась желанной спонсорской поддержкой традиционного места проведения двукратных чемпионов Германии.

## Спортивные мероприятия
- Группа В Континентального кубка по хоккею с шайбой 2012/2013
- Чемпионат мира по хоккею с шайбой среди юниорских команд 2022